# Russische annexatie van de Oekraïense oblasten Donetsk, Cherson, Loehansk en Zaporizja
De eenzijdige Russische annexatie van de Oekraïense oblasten Donetsk, Cherson, Loehansk en Zaporizja vond plaats op 30 september 2022, ruim zeven maanden na het begin van de Russische invasie van Oekraïne. De vier geannexeerde provincies vormen ongeveer 15% (90.000 km²) van het Oekraïense territorium en waren op het moment van annexatie niet volledig bezet door het Russische leger. Het is de grootste annexatie van grondgebied in Europa sinds de Tweede Wereldoorlog.
De annexatie vond plaats nadat Rusland (schijn)referenda had gehouden in de vier (grotendeels) bezette en door de Oekraïense bevolking ontvluchtte Oekraïense oblasten. Deze referenda vonden zeven maanden na het begin van de invasie en minder dan een maand na het begin van het Oekraïense tegenoffensief in Zuid-Oekraïne plaats. De ondertekeningsceremonie werd gehouden in het Kremlin van Moskou in aanwezigheid van de leiders van de bezettingsautoriteiten van de vier Oekraïense provincies, Leonid Pasetsjnik, Denis Poesjilin, Jevgeny Balitsky en Volodymyr Saldo, en de Russische president Vladimir Poetin.
De annexatie werd niet erkend door de internationale gemeenschap, met uitzondering van Noord-Korea. Oekraïne, de Europese Unie, de Verenigde Staten en de Verenigde Naties verklaarden dat de referenda en de annexatie geen wettelijke basis hadden. In antwoord op de Russische annexatie, zei de Oekraïense president Volodymyr Zelensky dat Oekraïne zich op versnelde wijze zou aansluiten bij de NAVO. Op 19 oktober 2022 werd door Rusland de staat van beleg afgekondigd in de geannexeerde Oekraïense oblasten Cherson, Donetsk, Loehansk en Zaporizja. Dit zorgde voor de benodigde bevoegdheden voor de lokale (Russische) autoriteiten om een verbod op openbare bijeenkomsten en andere wijdverbreide beperkingen van de persoonlijke vrijheid mogelijk te maken. Opgemerkt zij dat Oekraïne zelf op 24 februari 2022 de staat van beleg had afgekondigd voor heel Oekraïne, inclusief de geannexeerde oblasten.

## Achtergrond
De uitgestrekte gebieden ten noorden van de Zwarte Zee waren dunbevolkt en stonden bekend als de Wilde Velden (zoals vertaald uit het Pools of Oekraïens). In de 15e eeuw kwam het hele gebied van de noordkust van de Zwarte Zee onder de controle van het Kanaat van de Krim, een vazalstaat van het Ottomaanse Rijk. Het Keizerrijk Rusland kreeg in de 18e eeuw geleidelijk de controle over het gebied door vredesverdragen te ondertekenen met het Kozakken-Hetmanaat en het Ottomaanse rijk na de Russisch-Turkse oorlogen. De naam Novorossija kwam officieel in gebruik in 1764. Het gebied werd verder uitgebreid door de annexatie van de Oekraïense Zaporozka Sitsj in 1775.
De vier oblasten in het zuiden en oosten van Oekraïne zijn afkomstig uit de gouvernementen Jekaterinoslav, Cherson, Taurida en gouvernement Charkov en de oblast Donlegioen van het Russische rijk. Ze werden tijdens het communistische bewind van de Sovjet-Unie gereorganiseerd. De grenzen bleven statisch nadat Oekraïne in 1991 onafhankelijk werd. Alle vier de regio's stemden overweldigend voor de Oekraïense onafhankelijkheid tijdens het Oekraïense onafhankelijkheidsreferendum.
In februari en maart 2014 bezette en annexeerde Rusland vervolgens de Krim door middel van een referendum waarin volgens Rusland 96% van de lokale bevolking voor de annexatie stemde, terwijl de Krim-Tataren het boycotten. De annexatie werd internationaal niet erkend en werd veroordeeld door de Algemene Vergadering van de Verenigde Naties. In april 2014 riepen pro-Russische separatisten in het oosten van Oekraïne de onafhankelijkheid uit van volksrepubliek Donetsk (in de Oekraïense oblast Donetsk) en volksrepubliek Loegansk (in de Oekraïense oblast Loehansk) met onofficiële steun van Rusland.
Op 21 februari 2022 erkende Poetin deze volksrepublieken officieel en drie dagen later begon de Russische invasie van Oekraïne, waarbij de Russen het grondgebied van de oblasten Cherson en Zaporizja bezetten.

## Referendum en annexatie

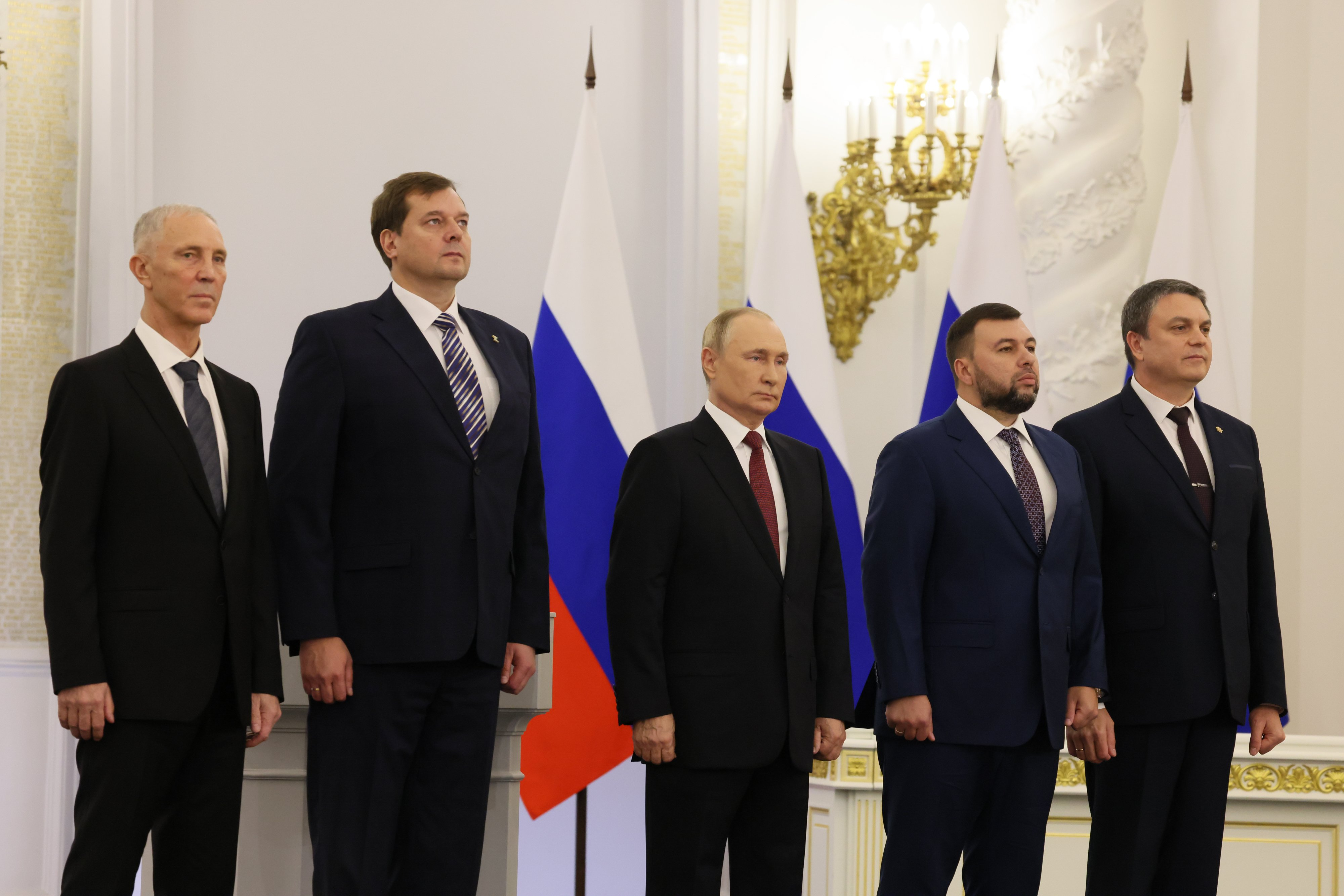
Poetin met door Rusland geïnstalleerde leiders van de vier Oekraïense regio's

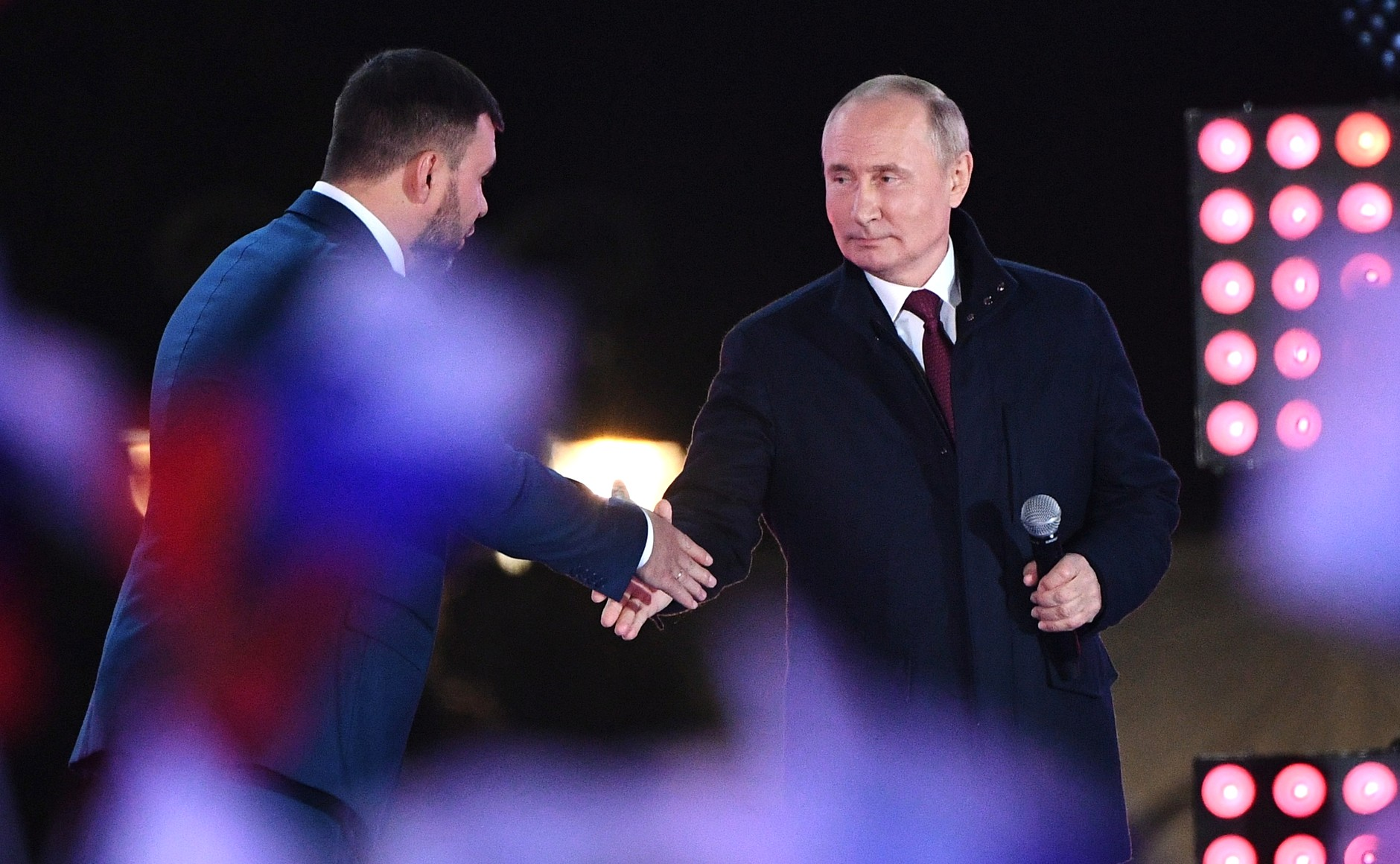
Poetin en Denis Poesjilin bij het concert "De keuze van het volk. Samen voor altijd"

Op 20 september kondigden de autoriteiten van de volksrepubliek Donetsk, de volksrepubliek Loegansk, evenals de bezettingsadministraties van de oblasten Cherson en Zaporizja, referenda aan over toetreding tot Rusland.
Op 27 september beweerden Russische functionarissen dat het "referendum" voor toetreding in de oblast Zaporizja was afgelopen, waarbij 93,11% van de kiezers voor toetreding tot de Russische Federatie was.
Op 29 september ondertekende Poetin decreten om de oblasten Cherson en Zaporizja als onafhankelijke volksrepublieken te erkennen.
Op 30 september ondertekende Poetin toetredingsverdragen met pro-Russische leiders van de vier regio's. De exacte grenzen van de als geannexeerd verklaarde gebieden waren echter niet wettelijk bepaald, met de ontwerpen van definitieve annexatiedocumenten die verwijzen naar gebieden "op de dag van de toelating tot de Russische Federatie" en op de dag van "de vorming van een nieuwe samenstellende entiteit binnen de Russische Federatie", die beide toekomstige gebeurtenissen zijn.
Uren na de aangekondigde annexatie heroverde het Oekraïense leger verschillende steden in de oblast Donetsk als onderdeel van het Oekraïens tegenoffensief in Noordoost-Oekraïne.
Het nieuwe grondgebied dat Rusland zou annexeren, bedraagt meer dan 90.000 km², ofwel ongeveer 15% van de totale oppervlakte van Oekraïne – ongeveer de grootte van Hongarije of Portugal.